# Munitibar-Arbatzegi Gerrikaitz
Munitibar-Arbatzegi Gerrikaitz è un comune spagnolo di 390 abitanti situato nella comunità autonoma dei Paesi Baschi.